# Colonial Police Medal
De Colonial Police Medal was een op 10 mei 1938 door koning George VI ingestelde onderscheiding van het Verenigd Koninkrijk. In de periode dat het Britse Rijk overal op de wereld koloniën en mandaatgebieden bestuurde werden behalve militairen ook politieagenten uitgezonden om de orde te handhaven. In een aantal resterende gebieden is dat nog steeds zo.
De medaille werd in Londen ingesteld door de koning van het Verenigd Koninkrijk maar de regeringen van het Gemenebest mochten haar ook toekennen. Australië bezat eigen overzeese territoria.
De medaille werd toegekend voor "moed en toegewijde dienst"  in de politie en brandweer van de koloniën en overzeese gebiedsdelen.
In 1940 vond een splitsing plaats.
- De King's Medal for Police and Fire Service, na 19 mei 1954 de Queen's Police Medal en de Queen's Fire Service Medal in het Verenigd Koninkrijk en de Dominions.
- De Colonial Police and Fire Service Medal, sinds 2012 de Overseas Territories Police Medal genoemd in de koloniën en mandaatgebieden. Deze medaille werd in de dominions en ovezeese gebieden geleidelijk vervangen door eigen medailles. De medaille werd vooral in verband met opstanden en terrorisme in Palestina, Cyprus, Kenia en Maleisië toegekend..

De medaille werd voor verdienste maar ook voor moed in de uitoefening van de taak verleend. Als dapperheidsonderscheiding rekent men de medaille tot categorie 3b. De medaille voor moed is gelijk aan de medaille voor verdienste maar het lint heeft twee smalle rode strepen. De dragers mogen de letters "CPM" achter hun naam plaatsen.
Bij herhaling van de decoratie met de Colonial Police Medal werd een rechthoekige zilveren gesp op het lint aangebracht. De gesp is versierd met een lauwermotief en wordt, omdat hij iets smaller is dan het lint, op dat lint vastgemaakt. Andere Britse onderscheidingen hebben bredere gespen die op het lint worden geschoven. Het bezit van een gesp wordt op de baton aangeduid met een kleine zilveren roos. Men kan de politiemedaille voor moed en die voor dapperheid naast elkaar dragen.
De medaille werd vervangen door de Overseas Territories Police Medal die in de voormalige kroonkolonies en de British Dependent Territories werd uitgereikt. De hogere, leidinggevende politieofficieren in deze gebieden kwamen sinds 1938 ook voor de meer prestigieuze Queen's Police Medal in aanmerking. Het maken van een scherp onderscheid tussen de lokale en onderworpen politieagenten en hun meestal Britse superieuren was typisch voor het kolonialisme.
De medaille werd meestal voor verdienste, als "Colonial Police Medal for Meritorious Service", uitgereikt.
De postuum verleende "Colonial Police Medal for Gallantry" werd in 1974 voor het laatst toegekend. In de praktijk werd de medaille vervangen door de Queen's Gallantry Medal die sinds 1977 ook postuum werd uitgereikt. Ook de George Medal die postuum kan worden toegekend vervangt de eerdere postume toekenningen van de politiemedaille. Koningin Elizabeth II verleende de medaille in 1975 tijdens een officieel bezoek aan de toenmalige Kroonkolonie Hong Kong. voor het laatst aan plaatselijke agenten.
De medaille werd toegekend in de laatste resten van het koloniale rijk. De 14 sinds 1981 "British Dependent Territories" genoemde gebieden en de overgebleven Britse overzeese gebieden ("British overseas territories") zoals de oude kroonkoloniën en territoria sinds 2002 heten.
- Anguilla
- Bermuda
- British Antarctic Territory
- British Indian Ocean Territory
- British Virgin Islands
- Cayman Islands
- Falkland Islands
- Gibraltar
- Montserrat
- Pitcairn Islands
- Saint Helena, Ascension and Tristan da Cunha
- South Georgia and the South Sandwich Islands
- Sovereign Base Areas of Akrotiri and Dhekelia
- Turks and Caicos Islands

en in de kroonkolonie Hongkong tot aan de overdracht aan de Volksrepubliek China.